# Charles Morrey

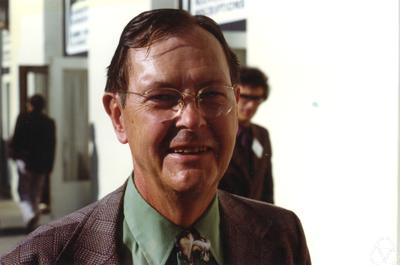
Charles Morrey in Berkeley, 1974

Charles Bradfield Morrey Jr. (* 23. Juli 1907 in Columbus, Ohio; † 29. April 1984) war ein US-amerikanischer Mathematiker, der sich mit Variationsrechnung und partiellen Differentialgleichungen beschäftigte.

## Leben und Wirken
Charles Morrey stammte aus einer Familie von Akademikern – sein Vater war Professor für Bakteriologie in Columbus und seine  Mutter Leiterin einer Musikschule. Er studierte an der Ohio State University (Bachelor 1927, Master 1928) und wurde 1931 an der Harvard University bei George David Birkhoff promoviert (Invariant function of Conservative Surface Transformations). 1929 bis 1931 war er Instructor in Harvard, 1931/32 National Research Council Fellow in Princeton und  1932/33 am Rice Institute. 1933 wurde er Instructor, 1935 Assistant Professor, 1938 Associate Professor und 1945 Professor an der Universität Berkeley, wo er 1949 bis 1954 Chairman der mathematischen Fakultät war. 1973 emeritierte er. Während des Zweiten Weltkriegs war er beim Ballistik-Forschungszentrum Aberdeen Proving Ground der US-Army.
Morrey arbeitete über die Theorie der Flächenmaße (er löste 1935 ein Problem von Karl Menger über die Charakterisierung von Flächen mit endlichem Lebesgue-Maß), elliptische partielle Differentialgleichungen und Variationsrechnung, wo seine Arbeiten über die Variation von mehrdimensionalen Integralen mit zur Lösung der 19. und 20. Hilbert Probleme beitrugen. Dabei entwickelte er auch die heute Sobolew-Räume genannten Funktionenräume. Er befasste sich auch mit dem Plateau-Problem  und Minimalflächen. 1958 löste er das Problem der analytischen Einbettung reell-analytischer Mannigfaltigkeiten in den euklidischen Raum. Einflussreich war seine Arbeit von 1938 über quasi-lineare elliptische partielle Differentialgleichungen. Außerdem befasste er sich mit der Variation harmonischer Integrale (nach Hodge) und der Analytizität von Lösungen elliptischer partieller Differentialgleichungen.
In der mathematischen Physik schrieb er eine Arbeit über die Ableitung der hydrodynamischen Differentialgleichungen aus der statistischen Mechanik.
Morrey war seit 1962 Mitglied der National Academy of Sciences, 1965 wurde er in die American Academy of Arts and Sciences gewählt. 1967/68 war er Präsident der American Mathematical Society (AMS). 1964 war er Colloquium Lecturer der AMS. Er war Delegierter der USA auf dem Internationalen Mathematikerkongress 1966 in Moskau. 1970 war er Invited Speaker auf dem Internationalen Mathematikerkongress in Nizza (Differentiability theorems for nonlinear elliptic equations).
Er war verheiratet und hatte drei Kinder.

## Schriften
- Multiple integral problems in the calculus of variations and related topics, University of California Press 1943
- Multiple integrals in the calculus of variations, Springer 1966
- Second order elliptic systems of differential equations, Princeton, Annals of Mathematical Studies, 1954, S. 101
- University Calculus
- mit Murray H.Protter: Modern Mathematical Analysis, Addison-Wesley 1964
- mit Murray Protter: A first course in real analysis, 2. Auflage, Springer 1991
- Morrey „Some recent developments in the theory of partial differential equations“, Bulletin AMS 1962

## Verweise
1. ↑  Charles Bradfield Morrey, Jr. im Mathematics Genealogy Project (englisch)  abgerufen am 19. August 2024.
2. ↑  American Journal of Mathematics Bd. 57, 58, 1935, 1936
3. ↑  “The problem of Plateau on a Riemannian manifold”, Annals of Mathematics, Bd. 49, 1948, S. 807
4. ↑  “The analytical embedding of abstract real analytic manifolds”, Annals of Mathematics Bd. 68, 1958, S. 159
5. ↑  On the solution of quasi-linear elliptic partial differential equations, Transactions AMS Bd. 43, 1938, S. 126–166
6. ↑  Comm.Pure Applied Mathematics Bd. 8, 1955, S. 279

| Personendaten    | Personendaten                                  |
| ---------------- | ---------------------------------------------- |
| NAME             | Morrey, Charles                                |
| ALTERNATIVNAMEN  | Morrey, Charles Bradfield (vollständiger Name) |
| KURZBESCHREIBUNG | US-amerikanischer Mathematiker                 |
| GEBURTSDATUM     | 23. Juli 1907                                  |
| GEBURTSORT       | Columbus, Ohio                                 |
| STERBEDATUM      | 29. April 1984                                 |